# Вдовін Сергій Іванович
Сергій Іванович Вдовін (нар. 1935) — радянський, український та російський вчений, доктор технічних наук (1987), професор (1989).
Автор понад 100 наукових публікацій, включаючи монографії, навчальні посібники і підручники з технології виробництва космічних ракет (у співавторстві), а також близько 20 винаходів.

## Біографія
Народився 28 січня 1935 року в селі Китманово Алтайського краю.
У 1958 році закінчив Московське вище технічне училище (МВТУ, нині Московський державний технічний університет імені Н. Е. Баумана). За розподілом в 1958—1972 роках працював у відділі головного технолога на виробничому об'єднанні «Південмаш» (Дніпропетровськ, Українська РСР).
Потім перебував на науково-викладацькій діяльності. У 1972—1994 роках працював на кафедрі технології виробництва фізико-технічного факультету в Дніпропетровському державному університеті (нині Дніпровський національний університет імені Олеся Гончара); з 1995 року — професор Орловського технічного університету.
В даний час є професором кафедри «Технологічних процесів, машин і обладнання», секція «Автопласт» (до 2016 року була самостійною кафедрою), викладає предмети «Технологія листового штампування», «Теорія пластичності» і «Комп'ютерна графіка». Наукові дослідження С. І Вдовіна пов'язані з обробкою металів тиском та автоматизації технологічних процесів з застосуванням ЕОМ.

## Роботи
- Воздушный импульсный трансформатор. Дн., 1981 (співавт.);
- Импульсный трансформатор для многократного повышения напряжения электрических импульсов // Электродинамика и физика СВЧ. Дн., 1985;
- Методы расчета и проэктирования ЭВМ процессов штамповки листовых и профильных заготовок. Москва, 1988;
- Технология производства космических ракет. Дн., 1992 (співавт.).

## Нагороди
- Нагороджений медаллю «За доблесну працю. В ознаменування 100-річчя з дня народження В. І. Леніна» і медаллю імені академіка М. К. Янгеля[7] Федерації космонавтики СРСР.[4]
- Лауреат премії Уряду Російської Федерації в області освіти (2002, за науково-практичну розробку для навчальних закладів вищої професійної освіти «Підвищення якості інженерно-технічної освіти на основі наступності та міжвузівській інтеграції наукових шкіл технологів-машинобудівників»).